# HNLMS Sumatra (1920)
«Суматра» (англ. HNLMS Sumatra (1920) — військовий корабель, легкий крейсер типу «Ява» Королівського військово-морського флоту Нідерландів за часів Другої світової війни.
Легкий крейсер «Суматра» був закладений 15 липня 1916 року на верфі Nederlandse Scheepsbouw Maatschappij в Амстердамі. 29 грудня 1920 року в присутності королеви Нідерландів Вільгельміни корабель був спущений на воду, раніше за головний крейсер цього типу «Ява». Однак у зв'язку з тим, що на верфі 31 травня 1922 року сталась пожежа, в результаті якої була знищена машинна установка, його добудова істотно затягнулася і крейсер був укомплектований майже на два роки пізніше за «Яву». Силова установка, що була знищена через пожежу, була замінена на набагато потужнішу, хоча і менш надійнішу типу «Цоллі». В результаті ця установка стала джерелом постійних проблем. Споруда крейсера «Суматра» обійшлася у 20 412 643 гульдени, коли він увійшов до складу Королівських ВМС Нідерландів.

## Історія служби
26 травня 1926 року крейсер «Суматра» став до ладу і відразу ж після вступу до лав Королівського флоту він отримав призначення до місця служби. 21 вересня легкий крейсер здійснив свій перший перехід, який тривав 8 місяців, через Панамський канал до Голландської Ост-Індії. У період переходу він відвідав острів Сан-Мігель, Гавану, Тампіко і Веракрус, острів Кюрасао, Ла-Гуайра, Бальбоа, Сан-Франциско, Гонолулу, Йокогама, Шанхай і Нагасакі. 1 червня 1927 року на базі в Сурабаї на острові Ява, дальній похід крейсера завершився.
21 липня 1930 року, у зв'язку з тим що із силовою установкою крейсера постійно виникали проблеми, на заводі «Арсенал» в Сурабаї були проведені ремонтні роботи. 27 липня 1930 року, після завершення ремонтних робіт, крейсер вийшов у пробний похід, однак під час походу морем трапилася надзвичайна подія — загоряння в третьому котельному відділенні, ліквідація якого здійснюється за допомогою мінного загороджувача «Кракатау», який випадково опинився неподалік. Після чого корабель узяли на буксир і привели на базу в Сурабаю.
14 травня 1931 року з крейсером сталася ще одна надзвичайна подія — під час проведення навчань з есмінцями «де Рюйтер» і «Евертсен» та п'ятьма підводними човнами він наразився на підводну скелю, яка не була позначена на карті. Після цього потрібен був цілий рік, щоб відновити корабель після ушкоджень. З 11 по 26 листопада 1935 року він проводить з есмінцями «Вітте де Вітт» і «Ван Гален» перехід до Сайгону. Другий візит відбувся з 13 по 17 листопада 1936 року з групою кораблів «Ява», «Пітер Гайн», «Евертсен», «Вітте де Вітт» до Сінгапура.
8 червня 1938 року «Суматра» залишив Ост-Індію і, минаючи Суецький канал, узяв курс до європейських вод. 10 липня 1938 року він прибув у Ден-Гелдер, де було прийнято рішення щодо виведення крейсера до резерву, але трохи згодом, на початку жовтня у зв'язку з громадянською війною в Іспанії, його знову ввели до строю і він отримав наказ здійснити патрулювання в іспанські води. За два місяці патрулювання «Суматра» робить переходи між Лісабоном, Мадейрою, Гібралтаром і Касабланкою. 11 січня 1939 року він узяв курс на Середземне море, де в період навчань крейсер відвідав Оран, Мальту, Геную, Палермо, Бізерту, Туніс, Алжир і Танжер. Перед початком Другої світової війни, легкий крейсер завершив ще 1 навчальний похід до берегів Шотландії.

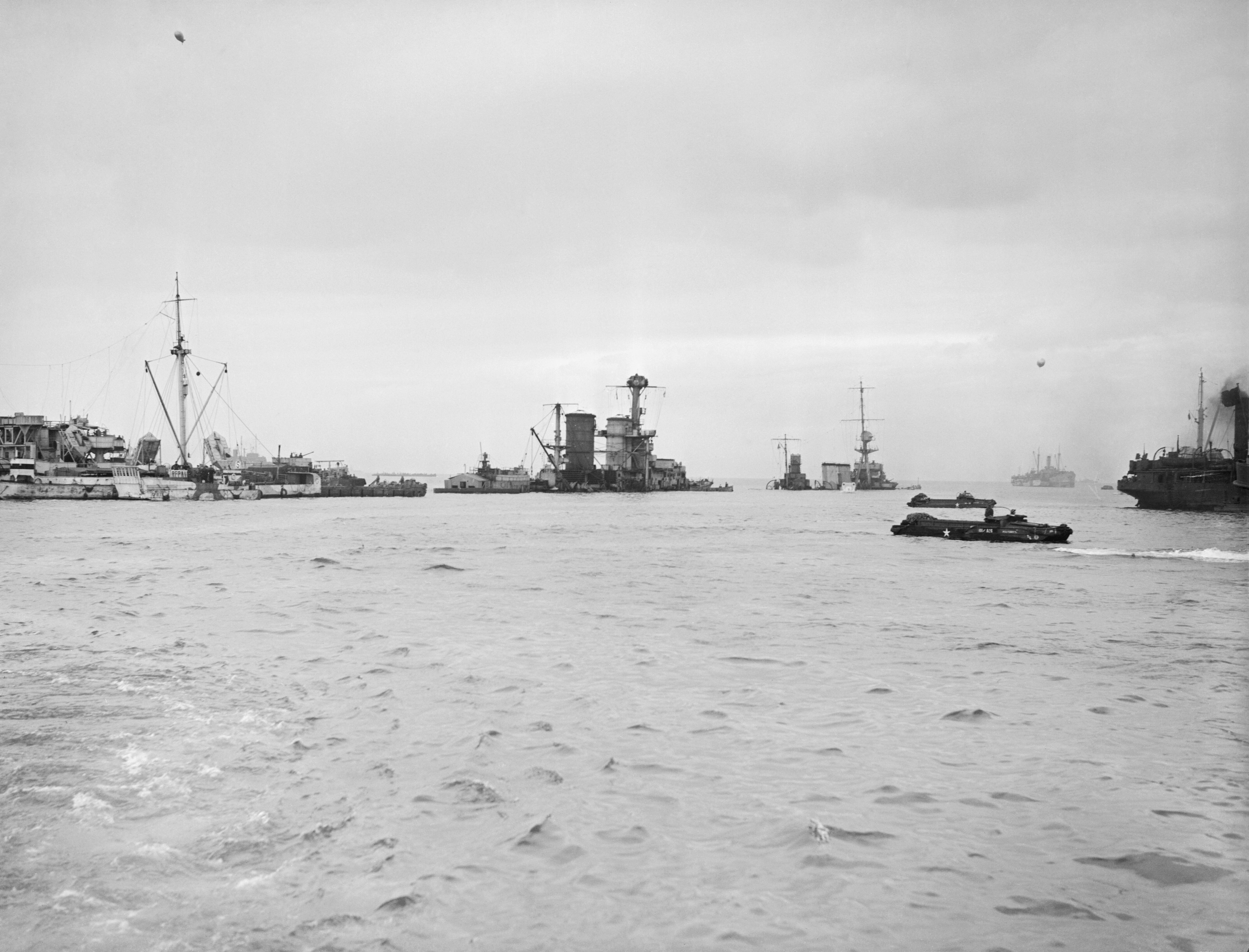
Побудування штучної гавані «Гузберрі-5» навколо Уїстреаму. Затоплюються старі крейсери «Дурбан» та «Суматра». Плацдарм «Сорд» Червень 1944.

На початок вторгнення німецьких військ до Польщі у вересні 1939 року, «Суматра» перебував у Голландії у резерві. 11 травня 1940 року, у зв'язку з початком бойових дій безпосередньо в Нідерландах, крейсер разом з недобудованим крейсером «Якоб ван Хемскерк» залишили порт і попрямували до Англії, в порт Іммінгем. 2 червня 1940 року «Суматра» знову у супроводі з «Якоб ван Хемскерк», маючи на борту принцесу Юліану, здійснив перехід до Канади, в Галіфакс, куди вони прибули 11 червня 1940 року.
13 червня 1940 року крейсер вийшов з Галіфаксу до Голландської Вест-Індії. 22 червня він прибуває на острів Кюрасао, де увійшов до складу союзного з'єднання і взяв участь в операції з пошуку «Рейдера D», німецького допоміжного крейсера «Віддер». З 5 травня по 31 жовтня цей крейсер курсував у навколишніх водах та атакував торговельні судна, потопив десять вантажних суден загальною водотоннажністю 58 645 брт. У липні 1940 року була проведена операція з його пошуку, в якій брали участь два важких і чотири допоміжних союзних крейсери, спільно з кораблями місцевого колоніального флоту Нідерландів. Однак, операція не увінчалася успіхом, оскільки рейдер зник у Бресті.
7 серпня крейсер продовжив перехід через Фрітаун, Лобіту, Капстад, Порт-Луї і 9 жовтня 1940 року прибув до Ост-Індії. За п'ять місяців з того часу як він вийшов з бази у Вліссінгені, він пройшов 25 045 морських миль, але не зробив при цьому жодного пострілу.
З 31 жовтня 1940 до 27 січня 1942 року крейсер перебував у ремонті. 11 жовтня «Суматра» прибув до Карнарвона у Північному Уельсі. 1 листопада 1942 року на кораблі залишили тільки скорочений екіпаж і він виводиться до резерву.
У процесі підготовки до операції «Оверлорд» крейсер «Суматра» був визначений для використання в ролі хвилелому, для забезпечення захисту від хвиль штучної гавані, в якій повинна була відбуватися висадка десанту. Всього союзниками планувалися до затоплення 53 торгових і військових кораблі. Крейсер «Суматра» планувалося затопити в зоні висадки 3-ї британської піхотної дивізії.
У березні 1944 року з крейсера демонтували чотири гармати головного калібру, з них 3 були переправлені на канонерський човен «Флорес», ще одну гармату передали на інший канонерський човен «Соемба». У травні 1944 року з крейсера було знято все цінне обладнання і боєзапас.
О 17:21 9 червня 1944 року «Суматра» був затоплений біля узбережжя Нормандії. Глибина, на якій був затоплений корабель, становила 7,5 метрів у 4,5 км на північний захід від маяка Уїстреам, таким чином він став частиною штучного хвилерізу порту «Гусберрі 5».
Після завершення Другої світової війни, через кілька років, почалися роботи по підйому затоплених біля узбережжя Нормандії кораблів. У лютому 1951 року, в ході підйомних робіт, з дна було піднято крейсер «Суматра». 14 лютого 1951 року крейсер був проданий на металобрухт за 6 840 000 французьких франків іранській компанії M.Aghayan.